# مقاطعة دالاس (ميزوري)
مقاطعة دالاس (بالإنجليزية: Dallas County)‏ هي إحدى المقاطعات في ولاية ميزوري في الولايات المتحدة الأمريكية.